# Marian Łukaniszyn
Marian Łukaniszyn (ur. 9 grudnia 1953 w Opolu) – polski elektrotechnik, specjalizujący się w maszynach elektrycznych i transformatorach, teorii pola elektrycznego; nauczyciel akademicki, związany w politechnikami w Opolu i we Wrocławiu.

## Życiorys
Urodził się w 1953 roku w Opolu, z którym związał całe swoje życie zawodowe. Po ukończeniu szkoły średniej podjął studia na Wydziale Elektrycznym Wyższej Szkoły Inżynieryjnej w Opolu, uzyskując w 1977 roku tytuł magistra inżyniera elektryki o specjalności przetwarzanie i użytkowanie energii elektrycznej. Bezpośrednio po ukończeniu studiów rozpoczął pracę w swojej macierzystej uczelni. W 1985 roku uzyskał stopień naukowy doktora nauk technicznych na Wydziale Elektrycznym Politechniki Łódzkiej. Na tej samej uczelni otrzymał w 1991 roku także stopień naukowy doktora habilitowanego nauk technicznych w zakresie elektrotechniki o specjalności maszyny elektryczne na podstawie rozprawy pt. Modelowanie pól magnetycznych i elektrycznych trójwymiarowych metodą różnic skończonych z wykorzystaniem szybkich procesur obliczeniowych. Niedługo potem został mianowany na stanowisko profesora nadzwyczajnego WSI w Opolu. W 2003 roku uzyskał tytuł profesora nauk technicznych. W 2006 roku otrzymał stanowisko profesora zwyczajnego na Politechnice Opolskiej.
Pełnił wiele istotnych funkcji organizacyjnych na Politechnice Opolskiej. Od 1996 roku zasiada w Komisji Nauki Senatu PO. Wcześniej w latach 1995–2005 był kierownikiem Zespołu Pól Elektromagnetycznych i Transformatorów, a następnie od 2005 roku kierownikiem Zakładu Maszyn Elektrycznych PO. W tym samym roku przez rok pełnił funkcję zastępcy dyrektora Instytutu Układów Elektromechanicznych i Elektroniki Przemysłowej PO, a w latach 2005–2008 prodziekana do spraw nauki Wydziału Elektrotechniki, Automatyki i Informatyki PO. Od 2008 do 2016 roku był dziekanem tego wydziału. Poza tym od 2002 do 2004 roku pracował na części etatu w Politechnice Wrocławskiej. Od 2016 r. pełni obowiązki prorektora ds. nauki Politechniki Opolskiej.
Jest członkiem wieku prestiżowych instytucji, korporacji i organizacji naukowych takich jak: Sekcja Maszyn Elektrycznych i Transformatorów przy Komitecie Elektrotechniki PAN, Komisja Elektroniki Oddziału Katowickiego PAN, Societas Humboldtiana Polonorum Oddział we Wrocławiu, Polskie Towarzystwa Elektrotechniki Teoretycznej i Stosowanej, Polskie Towarzystwo Zastosowań Elektromagnetyzmu i Stowarzyszenie Elektryków Polskich. Za swoją działalność naukowo dydaktyczną był wielokrotnie odznaczany m.in. licznymi nagrodami rektora Politechniki Opolskiej, Medalem Komisji Edukacji Narodowej, Srebrnym (2003) i Złotym (2021) Krzyżem Zasługi, Odznaką Honorową „Za zasługi dla Województwa Opolskiego”.

## Dorobek naukowy
W swojej pracy naukowo-badawczej zajmuje się głównie analizą zjawisk elektromagnetycznych w przetwornikach elektromechanicznych i transformatorach. Prace można podzielić na cztery grupy:
- analiza drgań i hałasów pochodzenia elektromagnetycznego w silnikach indukcyjnych,
- analiza trójwymiarowa pola elektromagnetycznego w transformatorach i dławikach,
- analiza trójwymiarowa pola elektrycznego w zbiornikach magazynujących ciecze łatwopalne,
- modelowanie pola magnetycznego i optymalizacja konstrukcji bezszczotkowych silników tarczowych i cylindrycznych wzbudzanych magnesami trwałymi oraz silników SRM.

Do jego najistotniejszych osiągnięć naukowych zaliczyć należy prace dotyczące modelowania pól elektromagnetycznych, optymalizacji konstrukcji i wyznaczania parametrów całkowych silników tarczowych prądu stałego z magnesami trwałymi i elektronicznym komutatorem oraz transformatorów 1 i 3-fazowych. W ramach badań i modelowania silników tarczowych powstały dwie prace doktorskie, cykl publikacji oraz dwie monografie.